# Pycnolampas
Pycnolampas is een geslacht van zee-egels uit de familie Maretiidae.

## Soorten
- Pycnolampas oviformis A. Agassiz & H.L. Clark, 1907